# Gudila Freifrau von Pölnitz
Gudila Freifrau von Pölnitz, geborene Kehr (* 17. November 1913 in Rom; † 11. Januar 2002 in Ebermannstadt), war Forst- und Landwirtin, Denkmalschützerin und Mitglied des Bayerischen Landtages von 1970 bis 1982. Sie unterhielt als Gutsbesitzerin einen Land- und Forstbetrieb mit Wildgehege.

## Leben
Gudila Kehr war die Tochter des Historikers und Geheimrats Paul Fridolin Kehr, Generaldirektor des Preußischen Landesarchivs, und seiner Ehefrau Doris Kehr, geborene vom Baur. Sie studierte nach dem Abitur im Jahre 1932 von 1932 bis 1936 Geschichte, Latein und Kunstgeschichte, zuerst in Göttingen und dann in München. Sie war katholisch und heiratete 1937 Götz Freiherr von Pölnitz, Hochschullehrer und Gründungsrektor der Universität Regensburg, gestorben 1967. Aus der Ehe ging eine Tochter hervor, Gisela Freifrau von Pölnitz (* 1938 † 2016). Zudem hatte sie einen Adoptivsohn.
Am 5. April 1945 wurden Gudila Freifrau von Pölnitz und ihr Mann Zeugen der vollständigen Zerstörung von Schloss Wässerndorf, bei der viele wertvolle Kulturgüter, auch Auslagerungen Würzburger Museen und fränkischer Familienarchive, zugrunde gingen.
In den Nachkriegsjahren betreute Gudila von Pölnitz Flüchtlinge vor allem im Landkreis Forchheim, engagierte sich stark bei der Einrichtung des Kindergartens sowie einer Schwestern- und Pflegestation in Leutenbach und unterstützte ihren Mann zum Beispiel beim Wiederaufbau der Fuggerei in Augsburg und der Fernsehserie Aus der Bayerischen Schatzkammer.
Nach dem Tode ihres Mannes (1967) widmete sie sich dem Abschluss der wissenschaftlichen Arbeiten des Verstorbenen (unter anderem des vierten und letzten Bandes von Anton Fugger), den familiären Besitzungen, insbesondere dem Führen des land- und forstwirtschaftlichen Betriebs und der Errichtung des Wildparks Hundshaupten sowie der Politik.
Sie engagierte sich stark für den Denkmalschutz, zum Beispiel war sie Gründungsmitglied der Schutzgemeinschaft Alt-Bamberg (1968), in deren Vorstand sie bis zu ihrer Wahl in den Landtag 1970 blieb. Diesem eingetragenen Verein stellte sie Räumlichkeiten in ihrem Privathaus, dem Böttingerhaus, zur Verfügung. Des Weiteren verlieh sie ausgewählten Bauherren Schmuckziegel für vorbildliches, regionaltypisches Bauen in Franken, eine Idee, die nach ihrem Tod der Fränkische-Schweiz-Verein fortführt. 1978 erhielt sie die Denkmalschutzmedaille.
Ebenso widmete sie sich kulturellen und geschichtlichen Belangen. Beispielsweise wurde sie in den Kulturausschuss des Fränkische-Schweiz-Vereins, Referat Trachtenerneuerung berufen, wurde Wahlmitglied der Gesellschaft für Fränkische Geschichte und erhielt 1969 in Bamberg die Goldene Altenburg-Medaille für Verdienste um fränkische kulturelle Belange.
Sie war Komturdame mit Stern des Ritterordens vom Hl. Grab zu Jerusalem.
Politisch war sie in der CSU aktiv, wurde auf der CSU-Liste Oberfranken erstmals 1970 in den Landtag gewählt und vertrat dann zwei Perioden als Direktkandidatin von 1974 bis 1982 den Stimmkreis Forchheim im Bayerischen Landtag.
1974 bis 1984 war sie die 1. Vorsitzende des im Jahre 1974 gegründeten Vereins Dampfbahn Fränkische Schweiz e. V.
Sie errichtete den Wildpark Hundshaupten auf ihrem land- und forstwirtschaftlichen Betrieb Schloss Hundshaupten bei Egloffstein. 1991 schenkte sie den Besitz dem Landkreis Forchheim.
Sie starb am 11. Januar 2002 in Ebermannstadt und wurde auf dem Familienfriedhof beim Schloss Hundshaupten bestattet.
Sie wurde ausgezeichnet mit dem Bundesverdienstkreuz 1. Klasse, dem Bayerischen Verdienstorden, der Bayerischen Staatsmedaille für soziale Verdienste, der Ehrenmedaille des Bezirks Oberfranken, dem Ehrenring des Landkreises Forchheim in Gold, dem Ehrenvorsitz der Lebenshilfe Forchheim, der Ehrenbürgerschaft der oberfränkischen Gemeinden Leutenbach, Hundshaupten, Egloffstein und Langensendelbach.

## Archivische Unterlagen
- Staatsarchiv Bamberg, Nachlass Gudila Freifrau von Pölnitz
- Stadtarchiv Bamberg, D2033 Nr. 200.125